# Васильєв Флор Іванович
Васи́льєв Флор Іванович (*19 лютого 1934, присілок Удино — †5 липня 1978, місто Іжевськ) — удмуртський поет, який писав удмуртською та російською мовою, перекладач, один із лідерів національного удмуртського руху 1970-их. Лауреат премії імені Комсомолу Удмуртії (1967), нагороджений Державною премією УАРСР посмертно (1978). Загинув у автокатастрофі.

## Біографія
Флор Іванович народився в присілку Удино Ярського району Удмуртської АРСР. Закінчив Бердишівську початкову школу 1945 року та 7 класів Уканської середньої школи 1948 року. Після школи вступив до Глазовського педагогічного училища, після закінчення якого працював учителем фізкультури, креслення та малювання в Юрській семирічній школі з серпня по вересень 1952 року. 1 жовтня був переведений на роботу в редакцію глазовської газети «Ленінський шлях» на посаду секретаря. 29 серпня 1953 року вступив до Глазовського педагогічного інститут, на факультет мови та літератури. Закінчив його 1958 року з відзнакою.
6 травня 1953 року Васильєв був обраний секретарем Глазовського міського комітету ВЛКСМ, де працював до 2 грудня 1959 року. Потім був переведений в редакцію газети «Ленінський шлях» на посаду заступника директора. 9 травня переведений до редакції газети «Комсомолець Удмуртії». З 16 травня по 1 вересня 1962 року займав посаду заступника редактора, по 1 липня — редактора цієї газети. Потім переведений на посаду заступника редактора газети «Радянська Удмуртія», де пропрацював до 1 грудня 1968 року.
Після багаторазових прохань був переведений до Ради письменників УАРСР, де працював до 8 серпня 1972 року на посаді літературного консультанта, а пізніше очолив Раду. З 9 серпня назначений редактором журналу «Молот». Загинув у липні 1978 року в автомобільній катастрофі в Іжевську.

## Політична діяльність
Васильєв був активним комсомольским працівником. 1948 вступив до Всесоюзного Ленінського Комуністичного Союзу Молоді, де був обраний спочатку групкомсоргом, потім членом комітету ВЛКСМ Глазовського педагогічного училища. З 1955 по 1958 студент Глазовського педагогічного інституту, обирається секретарем комітету ВЛКСМ. Одразу після закінчення вузу обраний другим секретарем Глазовського міського комітету комсомолу. Протягом життя Васильєв був на посадах депутата Глазовської міської ради, члена Глазовського міського комітету КПРС, з 1955 року членом пленуму обкому ВЛКСМ.

## Творча діяльність
Васильєв — автор віршів удмуртською (7 збірок) та російською (5 збірок) мовами. Його вірші друкувались у журналах «Жовтень», «Юність», «Сільська молодь», «Урал», «Наш сучасник», «Дружба народів», «Знам'я», «Молода гвардія», «Огоньок», «Зміна», «Нева», в газетах «Правда», «Удмуртська правда», «Комсомолець Удмуртії», «Радянська Росія», «Літературна газета». Декілька разів цикл віршів транслювався по Всесоюзному та місцевому радіо.
Багато віршів перекладені різними мовами — болгарською, угорською, українською, латвійською, татарською, чуваською, якутською, комі та іншими.
Українською мовою твори Васильєва перекладав поет-дисидент із міста Суми Микола Данько. Збережено листування між двома поетами, яке перебуває на обліку в Сумському обласному державному архіві. Микола Данько стверджував, що автокатастрофа, в якій загинув Васильєв, була інспірована органами КДБ СРСР, які буцімто мали претензії до поета.

## Нагороди
Васильєв був нагороджений орденом «Знак Пошани», медаллю «За доблесну працю. В знак 100-річчя від дня народження В. І. Леніна», почесними грамотами Президії Верховної Ради УАРСР, знаком ЦК ВЛКСМ «За активну роботу в комсомолі».
1967 року Васильєву була вручена премія імені Комсомолу Удмуртії за книгу «Тон ярись». 1978 року поету посмертно була присуджена державна премія УАРСР за збірки віршів «Пори року» та «Куар усен толезе».